# Henrique, Duque da Cornualha
Henrique, Duque da Cornualha foram dois filhos do rei Henrique VIII de Inglaterra e da sua primeira esposa, Catarina de Aragão. Ao todo, Henrique teve seis filhos com Catarina de Aragão: duas meninas, três meninos e um cujo sexo é desconhecido. Apenas um dos seus filhos, a princesa Maria (mais tarde, rainha Maria I) sobreviveu à infância.

## O primeiro Henrique, Duque da Cornualha
O primeiro Henrique, Duque da Cornualha (1 de janeiro de 1511 - 22 de fevereiro de 1511) foi o segundo filho e filho mais velho, sendo desta forma herdeiro aparente, do rei Henrique VIII de Inglaterra e de Catarina de Aragão. Ele nasceu em 1 de janeiro de 1511, dezoito meses depois do casamento e coroação dos seus pais. A sua irmã mais velha, nascida em 31 de janeiro de 1510, nasceu três meses prematura e não sobreviveu.
Henrique e a sua rainha planearam comemorações extravagantes, rivalizando com as da sua coroação, para o nascimento do seu filho e herdeiro, que imediatamente se tornou Duque da Cornualha e era esperado para tornar-se Príncipe de Gales, Rei de Inglaterra e terceiro rei da Casa de Tudor. Henrique cavalgou a favor de Catarina num torneio, montando sob a bandeira do "Sir Loyal Heart" a relação entre o casal real, já com uma afeição forte, tornou-se ainda mais num jogo de amor, porque Catarina teve sucesso em dar um herdeiro masculino. Conhecido como o "Pequeno Príncipe Hal" e "Menino do Ano Novo", o príncipe foi quase que instantaneamente amado por todo o reino. No entanto, em 22 de fevereiro de 1511 o jovem príncipe morreu de repente. A causa da sua morte não foi registada.
Relatos contemporâneos afirmam que ambos os pais estavam perturbados com a perda do seu segundo filho e herdeiro. Catarina, profundamente religiosa, passou muitas horas ajoelhada no chão de pedra fria orando, para a preocupação de cortesãos. Henrique distraia-se do seu pesar pelo sucesso na guerra contra Luís XII de França com o seu sogro, Fernando II de Aragão.

## O segundo Henrique, Duque da Cornualha
O segundo Henrique, Duque da Cornualha (dezembro de 1514) foi o quarto filho e terceiro filho varão de Henrique VIII e Catarina de Aragão. Pouco se sabe sobre o príncipe, que morreu cerca de um mês depois do seu nascimento.

## O terceiro Henrique, Duque da Cornualha

O Brasão de armas dos Duques da Cornualha.

O terceiro Henrique, Duque da Cornualha (agosto/setembro de 1534) foi o segundo filho e primeiro filho varão de Henrique VIII e Ana Bolena que morreu de algumas horas após o nascimento. Se assim for, que teria sido Duque de Cornualha. No entanto, a maioria das fontes indicam que esta gravidez terminou em aborto ou morte.

## Impacto da morte na história
Os historiadores têm especulado sobre o curso que a História inglesa poderia ter tomado, se um dos dois Henriques, Duques da Cornualha, ou qualquer outro filho varão legítimo sobrevivesse do seu casamento com Catarina. Dado que o desejo de Henrique VIII por um herdeiro do sexo masculino, após a falha de Catarina para dar à luz mais filhos vivos, foi o motivo citado que o levou a anular o seu casamento, uma criança do sexo masculino que sobrevivesse à infância poderia ter pelo menos prevenido, ou mesmo impedido, o casamento de Ana Bolena e colocado a Inglaterra num relacionamento diferente com a Igreja Católica durante a Reforma Protestante.
Este tema também foi explorado em alguns livros de história alternativa, como The Alteration (1976), em que outro história alternativa sobre a Reforma inglesa é representada, mesmo sem a crise de sucessão provocada pela ausência de um herdeiro do sexo masculino até ao nascimento de Eduardo VI, fruto do casamento entre Henrique e Joana Seymour. No entanto, este livro não específica se Henrique IX é filho de Henrique VIII.